# Кованьки
Кованьки — український козацько-старшинський, згодом — дворянський рід.

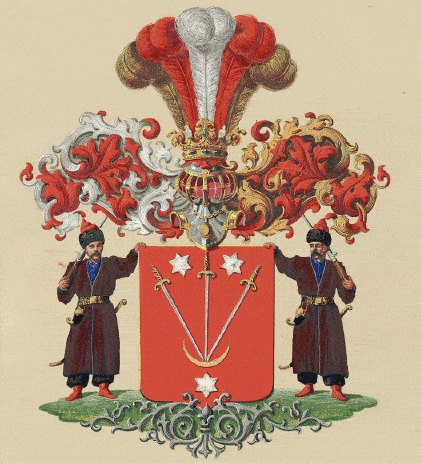
Герб Кованьків

Походить від старосанжарівського сотника (1659), полтавського наказного полковника (1664) та полтавського городового отамана (1674—1678) Олексія (Олешка) Кованьки. 
Його син Петро (* ? — † до 1727, Палестина) був великобудищанським сотником (1708) і полтавським полковим суддею (1710—1716), прибічником В.Кочубея й учасником змови проти І.Мазепи.
Діти останнього — Мирон Петрович (* ? — † ~ 1740), келебердянський сотник (1715) та Герасим Петрович (* ? — † ~ до 1752), полтавський полковий сотник (1727—1735). Онук Іван Герасимович (* 1727 — † 1792) — полтавський полковник (1779).
Інші представники роду служили в Гетьманщині значковими товаришами, військовими товаришами та бунчуковими товаришами.
До цього роду належали:
- Іван Опанасович (* 1774 — † 1830) — гірничий інженер (обер-гіттенфервальтер), дійсний член (з 1822 р.) та товариш (заступник) директора (з 1824 р.) Петербурзького мінералогічного товариства, почесний член Імператорського товариства випробувачів природи (з 1830 р.), поет, член літературних товариств «Беседа любителей русского слова» та «Вольное общество любителей словесности, науки и художеств» (з 1816 р.);
- Олексій Іванович (* 1808- † 1870) — інженер, генерал-майор, викладач хімії в Петербурзькому технологічному інституті протягом 1838—1855 рр., начальних хімічного виробництва Петербурзького монетного двору;
- Семен Іванович (* 1810 — † ~ до 1876) — педагог, викладач Харківської губернської гімназії, перекладач, автор праці «Опыт основания русского народного мудрословия» (1847).

Імовірно, до цього ж роду належали:
- Петро Миколайович — фольклорист, письменник, автор книги «Байки, пісні і дещо»;
- Петро Леонідович — економіст, магістр фінансового права;
- Клавдія Петрівна — письменниця, автор творів «Большая» (1867), «Любовь и труд», «Сумасбродка» (обидва — 1868).
- Кованько Олександр Матвійович (1856—1919) — діяч повітроплавання й авіації в Росії, генерал - лейтенант.
- Кованько Наталя (1899—1967) — зірка «німого» кіно

Рід внесено до 2-ї та 3-ї частин Родовідних книг Полтавської та Харківської губерній, а герб — до 15-ї частини «Общего гербовника дворянских родов Всероссийской империи».